# Jezerski vrh
Jezerski vrh – drugi co do wysokości szczyt w paśmie Lovćen (1657 m n.p.m.) w Górach Dynarskich. Znajduje się na terenie Parku Narodowego Lovćen.
Szczyt ten znany jest przede wszystkim z mauzoleum Piotra II Petrowicia Niegosza, władcy Czarnogóry.